# Мъжка папрат
Мъжката папрат (Dryopteris filix-mas) е вид многогодишна папрат. Листата ѝ са дълги до 1 метър. Коренището е едро и съдържа филмарон – противоглистно средство за хората и животните.

## Разпространение
Расте в северното полукълбо. В България – по планините.

## Приложение
В медицината тя намира приложение като средство против тения.